# Architecture en appels et retours
Pour un article plus général, voir Architecture logicielle.
L'architecture en appels et retours est un style d'architecture informatique qui consiste à découper une fonctionnalité en sous-fonctionnalités qui sont elles-mêmes divisées en sous-sous-fonctionnalités. Elle est également appelée décomposition fonctionnelle.